# Bob Guccione
Pour les articles homonymes, voir Guccione.
Bob Guccione, né le 17 décembre 1930 à Brooklyn (New York) et décédé le 20 octobre 2010 à Plano (Texas), est le fondateur du magazine pornographique Penthouse. Il quitta son groupe en 2003.

## Jeunesse
Robert Charles Joseph Edward Sabatini Guido Guccione, né à Brooklyn en 1930, d'une famille d'immigrés siciliens, fut élevé dans la religion catholique et caressa un temps le projet de devenir prêtre après ses études dans le New Jersey. Il préfèra finalement se marier mais abandonna bien vite femme et enfant pour tenter sa chance comme peintre en Europe, notamment en Italie où il gagna sa vie en dessinant des illustrations pour des cartes de vœux et assura même la gérance d'un lavomatic à Londres.

## Carrière et lancement dePenthouse
Il crée Penthouse d'abord en Angleterre en 1965 afin d'assurer une plus grande audience à ses réalisations artistiques, avant de le lancer aux États-Unis en 1969, apogée du féminisme et de la libération sexuelle. Il fut le premier à mettre dans les pages d'un magazine des femmes intégralement nues, photographiées de face et non censurées. Son ambition est de concurrencer à la fois Playboy et Hustler en publiant davantage de sujets sur la politique américaine et sur des scandales. C'est lui qui photographie les modèles pour les premiers numéros. Il impose son style, des images légèrement floutées qui seront la référence du magazine pendant des années, dont notamment la célèbre double-page centrale.
Pionnier dans la nudité intégrale et les poses sexuellement explicites, Penthouse publie aussi des photos volées de personnalités, comme Madonna, et provoque des scandales en faisant poser la première « Miss America » noire en 1984, Vanessa Lynn Williams, qui sera destituée pour ce motif, permettant au magazine d'atteindre les 6 millions d'exemplaires, ou l'actrice pornographique Traci Lords, qui révélera qu'elle n'était pas majeure à l'époque des prises de vues pour Penthouse. La future grande prêtresse de la presse de mode Anna Wintour fit ses classes chez Penthouse et le photographe Helmut Newton y signa des portraits remarqués.
Dans les années 1970, le titre se vend bien et Guccione devient rapidement très riche. Il s'achète la plus grande résidence privée de Manhattan (2 000 m2 et 30 pièces), et lance de nouveaux magazines, comme la revue de science-fiction Omni, qu'il confie à son épouse, ou le magazine musical Spin. En 1976, il finance en partie à hauteur de 17,5 millions $ provenant de sa fortune personnelle la production du film Caligula de Tinto Brass. Ce péplum était présenté comme le premier film non-pornographique contenant des scènes de sexe explicites. Le rôle principal était échu à Malcolm McDowell et les rôles secondaires à Helen Mirren, John Gielgud et Peter O'Toole. Le film, sorti en 1979, était produit en Italie (dans les légendaires studios Dear Studios) mais il fut un cuisant échec critique et financier. Au cours des années 1980, il apparaît dans la liste des 400 hommes les plus riches des États-Unis, avec une fortune estimée à 400 millions $ en 1982. En avril 2002, un article du New-York Times cite Guccione expliquant que Penthouse avait amassé 3,5 milliards à 4 milliards $ sur 30 ans d'activité de l'entreprise, avec un revenu net de 500 millions $.

## Déclin
Mais il n'a pas su prendre le virage du porno sur les nouveaux supports vidéo et internet. Cette erreur plus des investissements qui n'ont pas toujours été couronnés de succès lui font perdre beaucoup d'argent. Par exemple, il finance une centrale nucléaire qui ne sera jamais construite et un casino à Atlantic City dont il n'obtiendra jamais la licence d'exploitation (perte pour le casino de 160 millions $).
Collectionneur d'art, Bob Guccione a possédé plusieurs toiles de maîtres : Picasso, Modigliani, Degas, Dali, Matisse etc. ainsi que de nombreux tableaux de peintres impressionnistes qu'il a dû revendre en 2002 pour rembourser ses dettes après l'échec de ses opérations financières. En 2003, son groupe de presse General Media Incorporated, détenu à 85 % par Bob Guccione, est en faillite. Mis en liquidation, Penthouse est racheté en 2004 par un investisseur en Floride, FriendFinder Networks Inc., un exploitant de sites internet de charme qui avait tenté sans succès de prendre le contrôle de Playboy en juillet 2010. 
À cette époque, sa diffusion n'atteignait plus alors que 350 000 exemplaires contre 2,7 millions pour Playboy. Guccione démissionne de son poste de président de Penthouse International, Inc. en 2003 et revend sa propriété de Manhattan. Son fils Bob Guccione Jr., né en 1956, a repris une partie des publications du groupe, le magazine de Rock Spin, dernière diversification de son père, lancé par son fils.
Bob Guccione décède d'un cancer des poumons dans un hôpital de Plano au Texas. Il vivait avec sa quatrième femme et avait cinq enfants.

## Filmographie

### Producteur
- 1979 Caligula (producteur)
- 1987 Penthouse Love Stories (producteur exécutif)
- 1993 Virtual Photo Shoot: Volume One (jeu vidéo) (producteur exécutif)
- 1994 Penthouse Interactive Virtual Photo Shoot Vol. 1 (jeu vidéo) (producteur consultant)
- 1996 Lowball (producteur exécutif)

### Scénariste
- 1979 Caligula (co-scénariste)
- 1994 Penthouse Interactive Virtual Photo Shoot Vol. 1 (jeu vidéo, concept)

### Réalisateur
- 1979 Caligula (co-réalisateur)

### Acteur
- 1971 The Magnificent Seven Deadly Sins
- Michael Nouri l'incarne par ailleurs dans la mini-série Manhunt: Unabomber (2017).